# Metacognició

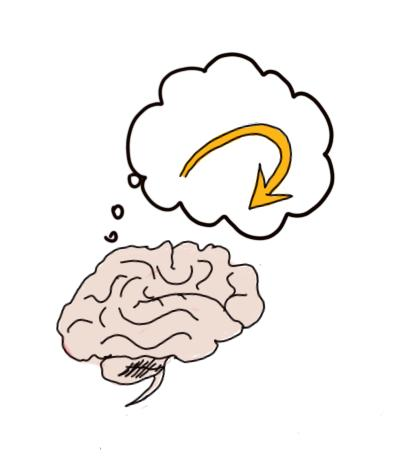
Metacognició i aprenentatge autodirigit

La metacognició és el conjunt de processos mentals referits al mateix pensament, és a dir, la consciència de com s'usa el cervell per adquirir coneixements. S'ha definit com "pensar sobre com es pensa" o fer explícit el que passa al cervell mentre es pensa. És una habilitat que es pot entrenar i es relaciona amb la competència d'aprendre a aprendre, ja que tenir una bona metacognició ajuda a prevenir el fracàs escolar. Neurològicament, es produeix amb l'activació del lòbul central del cervell.
La metacognició es divideix en tres components: coneixement metacognitiu, regulació del mateix coneixement i experiències metacognitives. No sembla una capacitat exclusiva dels humans, sinó que apareix en diverses espècies com un mecanisme evolutiu amb una doble funció: ajudar a aprendre més ràpidament de l'entorn i altres congèneres i evitar possibles situacions de risc sobre les quals no es té un coneixement suficient, en ambdós casos per incrementar les possibilitats de la pròpia supervivència.

## Coneixement metacognitiu
En primer lloc la metacognició implica tenir un autoconcepte clar en tant que aprenent, és a dir, ser conscient del que ajuda i el que no ajuda a aprendre, tant a nivell general com personal, incloent-hi l'estil cognitiu preferit. Un alt grau d'aquest component es relaciona amb la intel·ligència general perquè l'autoconeixement potencia les pròpies qualitats en tots els àmbits.
Inclou coneixement declaratius (saber què fer per aprendre), processuals (com fer-ho) i condicionals (quan fer-ho, ja que ni totes les situacions són iguals ni totes requereixen autoconsciència de l'aprenentatge, per exemple no cal quan és una tasca ja automatitzada o ben assolida). Ajuda a aconseguir les pròpies fites d'aprenentatge i resoldre problemes, per això és una habilitat potenciada per estils pedagògics propers al constructivisme.

## Regulació del propi coneixement
En segon terme, la metacognició significa la regulació del mateix procés d'aprenentatge, incloent-hi l'aplicació d'estratègies efectives per millorar la qualitat dels resultats i l'eficiència. Implica avaluar el grau d'èxit i planificar millores, així com una correcta gestió del temps i de les ajudes externes disponibles. Inclou la metamemòria o els processos que ajuden a consolidar i recordar un aprenentatge i afecta a diverses habilitats com ara l'atenció i la comprensió lectora. Aquest monitoratge del procés és recursiu, encara que pugui donar-se amb més intensitat al final (moment de l'autoavaluació).
Tenir una bona regulació provoca a vegades canviar el mètode d'estudi o d'aproximació al problema si es detecta una competència pobra i, per tant, cal conèixer prèviament alternatives possibles. Els alumnes amb pitjor rendiment escolar es mostren més refractaris a modificar les seves estratègies i en canvi aquells aprenents que canvien d'enfocament quan és necessari milloren la seva eficàcia i poden fins i tot compensar dèficits de capacitat previs.
Quan es dona un exercici a un alumne amb una bona metacognició, aquest no es llançarà de cap a resoldre’l. Primer analitzarà l'enunciat i reflexionarà sobre els coneixements pertinents que necessitarà per resoldre’l. En acabar, es fixarà un objectiu amb relació a les instruccions i a continuació planificarà les accions per arribar-hi. Finalment, endega la fase d'execució. En aquesta, fa un seguiment constant de les seves accions per fer un seguiment dels errors, corregir-los, inhibir les estratègies dolentes, canviar-les i comprovar que avança correctament cap al seu objectiu.

## Experiències metacognitives
Per acabar, cal atendre a les circumstàncies que intervenen en l'aprenentatge lligades a l'experiència, especialment a la motivació. Tenir una actitud positiva cap a l'objecte d'estudi ajuda a incrementar l'atenció i retenir-lo millor, mentre que la memòria es bloqueja i és menys eficient en situació d'estrès o quan intervé una emoció negativa.